# Docteur Zoidberg
Docteur John D. Zoidberg est un personnage de la série télévisée américaine Futurama. Il possède les caractéristiques physiologiques d'un homard originaire de la planète Decapod 10, ayant immigré sur la Terre du XXIIIe siècle, travaillant comme médecin dans la compagnie de livraison Planet Express, malgré ses faibles connaissances en matière de physiologie humaine.

## Création
Le nom de Zoidberg provient d'un jeu Apple II que David X. Cohen a créé durant sa scolarité au lycée, Zoid, similaire au jeu Qix. Le jeu a été rejeté par Brøderbund,,. Le personnage de Zoidberg a été inspiré à Cohen par Bones, le médecin du vaisseau (Leonard McCoy) de Star Trek. Celui-ci  administrait fréquemment des traitements médicaux à des extraterrestres tels que Mr. Spock ; de ce fait, Cohen souhaitait que les personnages de Futurama soient pris en charge par un médecin extraterrestre incompétent.
Pendant la première saison, les gags récurrents sur Zoidberg se focalisent principalement sur son incompétence à être un médecin, sa faible connaissance en matière d'anatomie humaine (dans un épisode il déclare qu'il « va trancher ses parties génitales » en montrant la gorge de Fry), et le fait que ses collègues de Planet Express le détestent. Son incompétence s'aggrave tandis qu'il pense être un médecin de grand renom. Au fil des saisons, les scénaristes ont rendu Zoidberg pauvre, asocial, indigne et repoussant. Malgré son apparence, Zoidberg tente généralement de rehausser son statut devant les autres.

## Biographie
Zoidberg est le médecin de Planet Express. Bien qu'il se dise expert en médecine humaine, particulièrement en médecine interne, ses connaissances en anatomie et en physiologie humaines sont très médiocres. Il est incapable de faire la différence entre un robot et un humain. Il croit que la nourriture est digérée par le cœur, et que les humains possèdent de multiples membres buccaux ou dorsaux. Les seules connaissances qu'il possède sur les humains proviennent des publicités, bien que ses capacités de médecin varient selon les épisodes. Dans l'épisode La Tête sur l'épaule, il réussit avec succès à transplanter la tête de Fry sur le corps d'Amy après un traumatisme physiologique sévère, mais dans le film Vous prendrez bien un dernier vert ?, il déclare malencontreusement Fry décédé alors que celui-ci se relève plus tard. Dans La Grande Aventure de Bender, il réussit quelques greffes de poumon. Dans l'épisode Parasites perdus, il vient à la conclusion que Fry, qui se blesse fréquemment, est hypocondriaque, une déduction qu'il explique lorsque Fry s'assoit devant Zoidberg. Il se dit être un docteur en médecine, mais il explique dans l'épisode Le Clone de Farnsworth qu'il a perdu son certificat de médecine dans un volcan. Cependant, il explique dans un autre épisode que son doctorat appartient à l'histoire de l'art. Il possède plusieurs organes dont certains imaginaires, notamment quatre cœurs (bien qu'il n'en possède que deux dans le film Bender's Game) et une vessie à gaz.
Malgré sa carrière de médecin, Zoidberg vit dans une extrême pauvreté, dans la solitude et en recherche désespérée d'amitié et d'attention. Ses collègues sont souvent dégoûtés par certaines de ses activités, comme l'expulsion d'encre ou l'ingestion de déchets. Hermes semble avoir un profond dégoût pour Zoidberg, qu'il considère comme le plus inutile de toute l'équipe. Cependant dans un épisode (Into the Wild Green Yonder), on apprend qu'Hermes le juge « pathétique mais sympathique ». Zoidberg devient un héros lorsqu'il empêche la Terre d'être réduite en esclavage par sa propre espèce. Fry et le professeur semblent être les seuls à considérer Zoidberg comme un ami, par exemple dans Bender's Big Score. Zoidberg tente de percer dans la comédie sans réellement y parvenir.

## Relations
Les relations entre le docteur Zoidberg et les autres membres de l'équipage changent d'un épisode à l'autre. Toutefois, il est généralement rejeté de tout le monde, sauf peut-être de Fry et du professeur. À noter que le professeur Farnsworth a rencontré Zoidberg en l'an 2927, lorsque la troupe de M'man devait aller chercher le venin d'un extra-terrestre sur une planète lointaine pour en faire une arme bactériologique. Le docteur Zoidberg les accompagnait pour étriper la bête et la vider de son poison. Fry et Zoidberg ont fait connaissance en janvier 3000, lorsque Fry a rencontré l'équipage du Planet Express, à son arrivée dans le futur. Etant un homard, la plupart des membres de l'équipe évoquent régulièrement l'idée de le manger dans les situations où la famine guette. La seule véritable relation amoureuse de Zoidberg se déroule avec Marianne, une femme qui réussit à l'aimer grâce au fait qu'elle soit née avec une anosmie. Après une greffe de nez, elle reste avec lui et aime son odeur (pourtant jugée en temps normal comme infect par le commun des mortels) puisque contre toute attente, son trouble olfactif s'est changé en parosmie à la suite de ladite greffe.